# Фейренсі
«Фейренсі» (порт. Clube Desportivo Feirense) — португальський футбольний клуб з міста Санта-Марія-да-Фейра, заснований 1918 року. Виступає у Сегунда-Лізі Португалії. Домашні матчі проводить на стадіоні «Марколіну Кастру», який вміщує 4667 глядачів.

## Історія
Футбольний клуб «Фейренсе» засновано 19 березня 1918 року. Засновниками клубу стали Луїш Аморім, Артур Бастуш, Луїш Кадільйон та Артур Лі. За свою історію команда лише чотири рази виступала у Прімейра-Лізі: в сезонах 1962-63, 1977-78, 1989-90 и 2011-12 — проте щоразу вибувала у нижчий дивізіон. В Кубку Португалії найвищим досягненням «Фейренсе» є півфінал сезону 1990-91, в якому команда після нічиєї 1-1 поступилася «Порту» у матчі-переграванні з рахунком 2-0.